# 雙指峰
76°53′S 162°15′E / 76.883°S 162.250°E
雙指峰（英語：Doublefinger Peak）是南極洲的山峰，位於維多利亞地的斯科特海岸，處於馬斯頓山東北面，距離格蘭納特港7公里，由英國的探險隊命名，現時由南極條約體系管理。